# ساتیاگراها

گاندی در حال رهبری رژهٔ نمک؛ نمونهٔ قابل توجهی از ساتیاگراها.

ساتیاگراها (‎/sætɪəɡrɑːhɑː/‎; سانسکریت: सत्याग्रह) فلسفه و عملی است که در یک رده‌بندی کلی‌تر به عنوان مقاومت بدون خشونت یا مقاومت مدنی شناخته می‌شود. ساتیاگراها از دو بخش ساتیا به معنای حقیقت و اگراها به معنای پافشاری تشکیل شده‌است؛ بنابراین ساتیاگراها به پافشاری بر حقیقت ترجمه می‌شود و عبارتی‌ست است که ماهاتما گاندی آن را ابداع کرد و گسترش داد. او از ساتیاگراها، در خلال جنبش استقلال‌طلبی هند و پیشتر در کشمکش‌های آفریقای جنوبی استفاده کرد.

## ریشه‌ها و معنا
عبارت ساتیاگراها بار اول در آفریقای جنوبی و برای یاد کردن از مبارزات هندی‌های آفریقای جنوبی مورد استفاده قرار گرفت. گاندی طی فراخوانی از همهٔ هم‌قطارانش خواست که معنادارترین نام را برای جنبش هندی‌ها در آفریقای جنوبی انتخاب کنند. از میان همهٔ پیشنهادها، ساداگراها (سادا به معنای خوبی) انتخاب شد. کمی بعد گاندی، با جانشین کردن ساتیا به جای سادا، آن را به ساتیاگرا تغییر داد که سمبولی برای فلسفهٔ فکری گاندی یعنی قدرت حقیقت بر اساس شجاعت‌های بدون خشونت و از خود گذشتگی بود.
ساتیاگراها در تصور گاندی چیزی فراتر از مقاوت منفعلانه بود و با تمرین روش‌های خشونت‌گریز، قوی‌تر می‌شد؛ به بیان خود او:
حقیقت (ساتیا) به عشق اشاره دارد و پافشاری (اگراها) مولد است و از همین رو برابرنهاد نیروست. به همین خاطر من جنبش مردم هند را ساتیاگراها خواندم؛ یعنی نیرویی که از حقیقت و عشق و خشونت‌گریزی به دنیا می‌آید؛ و از عبارت «مقاومت منفعلانه» استفاده نکردم؛ حتی در نوشته‌های انگلیسی هم از این عبارت پرهیز کردم و از خود «ساتیاگراها» یا عبارت‌های معادل آن استفاده کردم.

در سپتامبر ۱۹۳۵، گاندی در نامه‌ای به کوداندا رائو عنوان کرد که ایدهٔ نافرمانی مدنی را از نوشته‌های هنری دیوید ثورو اقتباس نکرده‌است:
این جمله که من ایدهٔ نافرمانی مدنی را از نوشته‌های تورو وام گرفته‌ام صحیح نیست. پیش از آن که نوشتهٔ تورو در مورد نافرمانی مدنی به دست من برسد، در آفریقای جنوبی، مقاومت در برابر قدرت بسیار پیش رفته بود؛ اما در آن دوران، جنبش با عنوان مقاومت منفعلانه شناخته می‌شد و چون این عنوان ناکامل بود، من عنوان ساتیاگراها را برای خوانندگان گجراتی ابداع کرده بودم. وقتی که عنوان مقالهٔ تورو را دیدم، از عبارت او استفاده کردم تا مبارزهٔ خودمان را با این عبارت برای خواننده‌های انگلیسی زبان توصیف کنم. اما به این نتیجه رسیدم که نافرمانی مدنی هم به‌طور کامل بازگو کنندهٔ معنای مبارزهٔ ما نیست؛ از آن به بعد مقاومت مدنی را انتخاب کردم. خشونت‌پرهیزی همیشه بخش جدایی ناپذیری از مبارزهٔ ما بوده‌است.